# Фашко-Рудаш, Мартин
Мартин Фашко-Рудаш (словац. Martin Faško-Rudáš; род. 10 августа 2000, Банска-Бистрица) — словацкий профессиональный хоккеист, нападающий клуба Чешской хоккейной лиги «Били Тигржи». Игрок сборной Словакии по хоккею с шайбой.

## Клубная карьера
Мартин Фашко-Рудаш родом из Банска-Бистрица. В 2015 году перешел в ХК «Дукла Тренчин», где выступая в юниорской команде в 2017 году стал чемпионом Словакии среди юношей до 18 лет.
В 2016 году команда Cedar Rapids roughriders выбрала его 278-м игроком на драфте USHL, но Мартин остался играть в Словакии. Год спустя американский клуб «Эверетт Сильвертипз» из Западной хоккейной лиги в первом раунде драфта выбрал Мартина. Два с половиной года словак играл за «Сильвертипз», прежде чем в январе 2021 года перешел в канадский «Саскатун Блейдз», где и завершил сезон.
Проведя сезон 2020/21 года в ХК «Банска-Бистрица», в своём родном городе, Фашко-Рудаш подписал контракт с чешским клубом к Били Тигржи из Либереца и стал играть в чешской Экстралиге.

## Карьера в сборной
За национальную сборную Словакии Мартин принял участие в юношеском чемпионате Европы по зимним олимпийским играм среди молодежи 2017 года в Эрзуруме. Также в составе сборной Словакии до 20 лет принял участие в чемпионате мира среди молодёжных команд 2020 года.
Свой первый крупный международный турнир среди взрослых нападающий провел в составе сборной Словакии на чемпионате мира 2021 года. Он также входил в состав сборной Словакии на Кубках Германии 2022 и 2023 годов. А в 2024 году вновь включен в состав мужской сборной Словакии для участия в чемпионате мира 2024 года.